# Wade MacLauchlan
Wade MacLauchlan, né le 10 décembre 1954 à Stanhope, est un universitaire, ancien recteur de l'Université de l'Île-du-Prince-Édouard et homme politique canadien. 
Membre du Parti libéral de l'Île-du-Prince-Édouard, il est premier ministre de la province de 2015 à 2019 et député de York-Oyster Bed depuis l'élection générale de mai 2015 jusqu'à 2019.

## Biographie

### Famille
MacLauchlan, troisième des cinq enfants de Harry et Marjorie MacLauchlan, est né en 1954 ou 1955 à Stanhope,. Son père est un homme d'affaires qui a travaillé dans des secteurs aussi divers que la construction, le golf, le tourisme, la télévision câblée, la pulpe de bois ou la distribution de gaz et de pétrole,

### Formation
Wade MacLauchlan obtient son premier diplôme à l'Université de l'Île-du-Prince-Édouard puis passa un Bachelor of Laws à l'Université du Nouveau-Brunswick et un Master of Laws à l'université Yale. Il travaille alors comme professeur de droit à Dalhousie University avant de devenir doyen de la faculté de droit à l'Université du Nouveau-Brunswick.

### Recteur de l'UIPE
En 1999, il devient recteur de l'Université de l'Île-du-Prince-Édouard (UIPE), poste qu'il occupe jusqu'en 2011. Durant son mandat, il aide l'université à amasser des millions de dollars pour la recherche et le développement et supervise un doublement de l'effectif des étudiants, qui est monté à 4 500 élèves Il est auparavant recteur de l'Université du Nouveau-Brunswick  et professeur de droit à Dalhousie University.
En 2006, il est critiqué pour avoir décidé d'interdite sur le campus le journal étudiant The Cadre, qui reproduisait les controversées caricatures de Mahomet du journal Jyllands-Posten (publiées en France dans Charlie Hebdo). Dans un communiqué, MacLauchlan considère que la re-publication de caricatures politiques représentant un prophète de l'islam est « une invitation imprudente au désordre » La Canadian Society for Academic Freedom and Scholarship émet un communiqué décrivant les actions de MacLauchlan comme « contraires au devoir de tous présidents d'université de maintenir leurs campus comme des endroits propices aux débats sur des sujets controversés. ».

### Carrière politique
Le 28 novembre 2014, à la suite de l'annonce de la démission du premier ministre Robert Ghiz, il annonce sa candidature à la course à la chefferie du Parti libéral de l'Île-du-Prince-Édouard, avec pour intention de gouverner la province à son tour,.
Seul candidat, il est élu par acclamation le 21 février 2015 et est assermenté en tant que 32e premier ministre de l'Île-du-Prince-Édouard deux jours plus tard.
Candidat dans la circonscription de York-Oyster Bed lors de l'élection générale prince-édouardienne de mai 2015, il est élu à l'Assemblée législative de l'Île-du-Prince-Édouard et se maintient à son poste de premier ministre avec une majorité absolue. Lors des élections générales du 23 avril 2019, les libéraux n'obtiennent que six sièges et MacLauchlan n'est pas réélu. Il quitte la direction de son parti et est remplacé au poste de premier ministre par le progressiste-conservateur Dennis King.

## Vie privée
MacLauchlan est le premier premier ministre de la province à être ouvertement homosexuel. Il est en couple avec Duncan McIntosh, directeur artistique du Watermark Theatre.

## Distinctions
MacLauchlan est fait membre de l'Ordre du Canada en 2008 et de l'Ordre de l'Île-du-Prince-Édouard en 2014. C'est la première personne à être membre de l'Ordre du Canada avant de devenir premier ministre de province. En 2010, il obtient un prix de l'Institut d'administration publique du Canada (IPAC) pour l'excellence de son travail dans le service public,.